# Llista de peixos del riu Amudarià

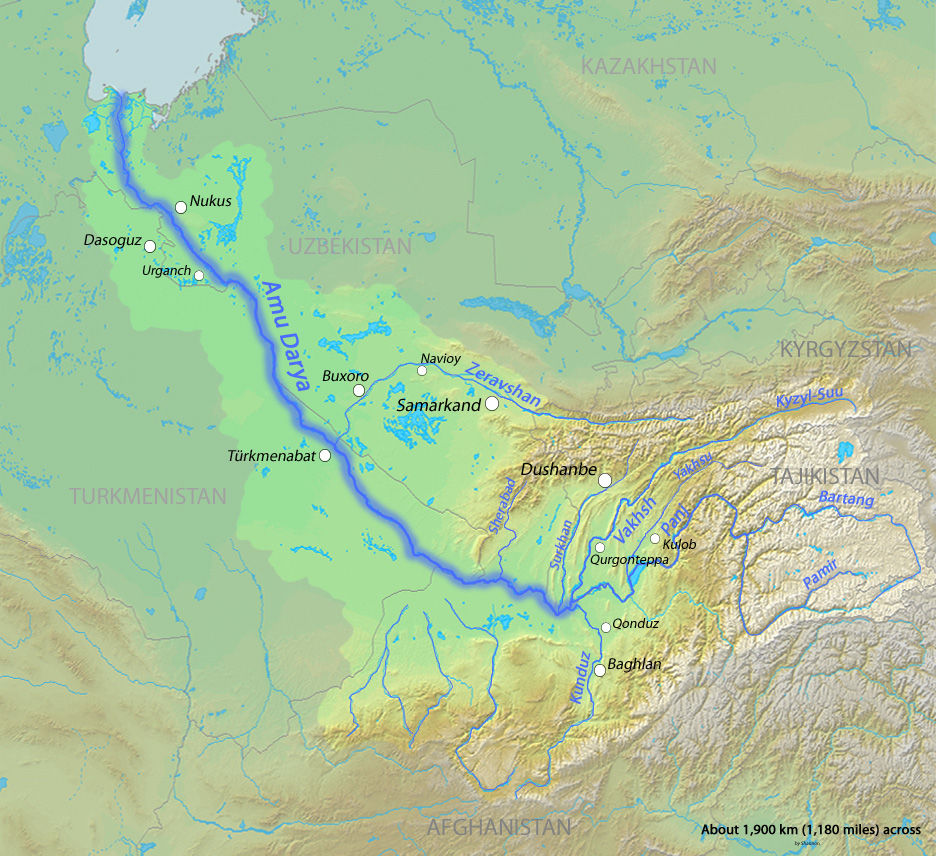
Conca del riu Amudarià a l'Afganistan, el Tadjikistan, el Turkmenistan i l'Uzbekistan

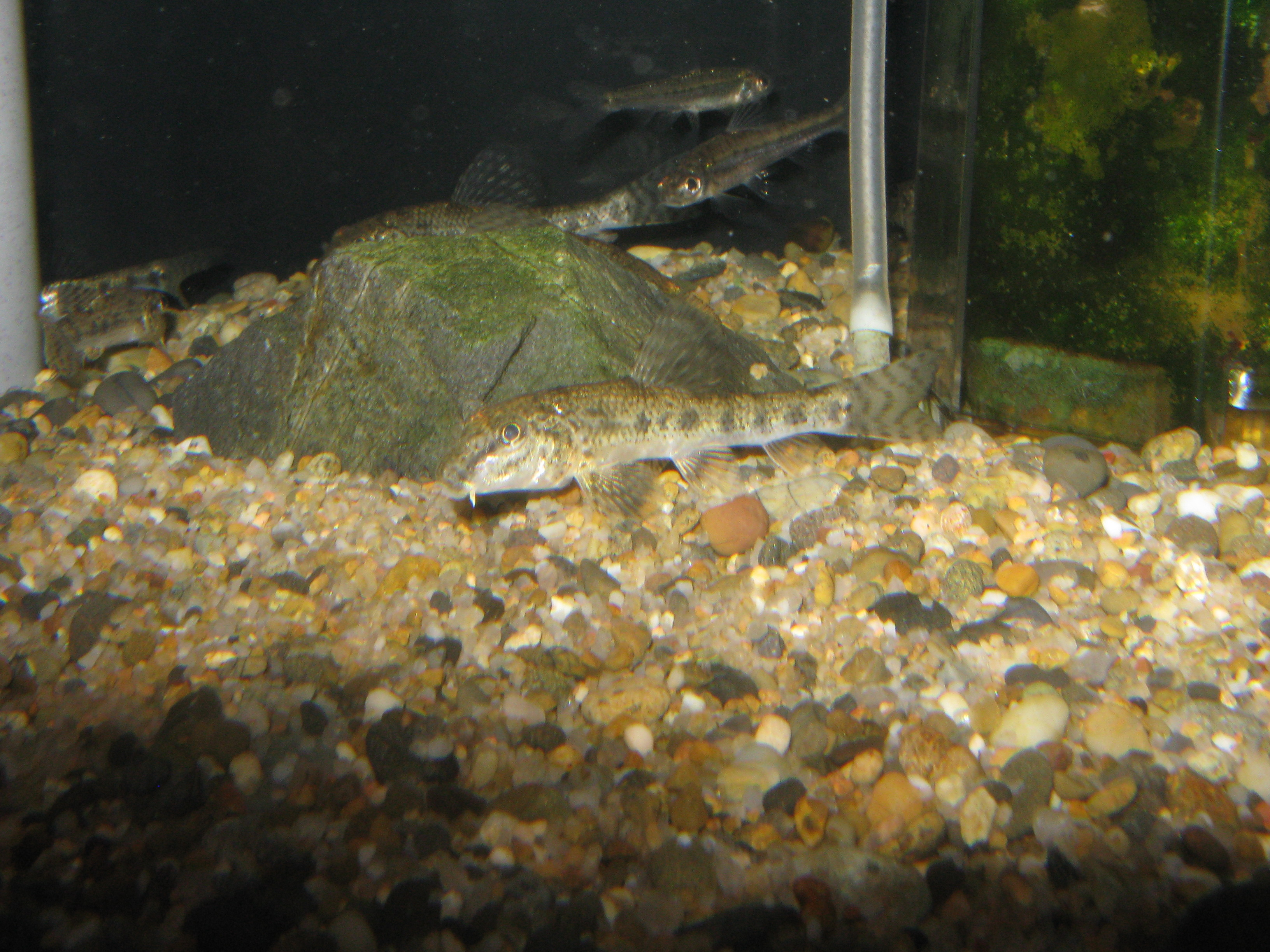
Abbottina rivularis

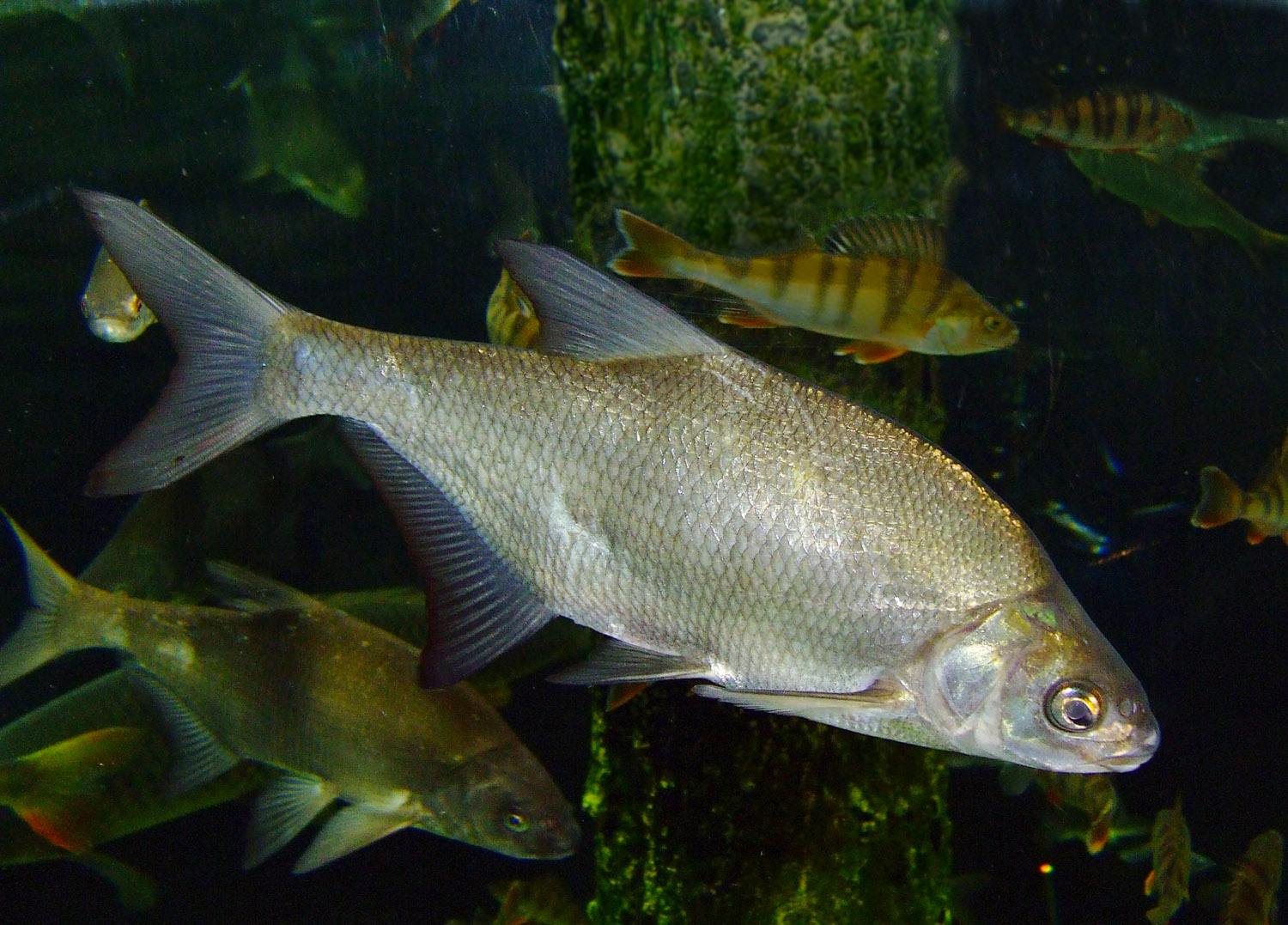
Brema (Abramis brama)

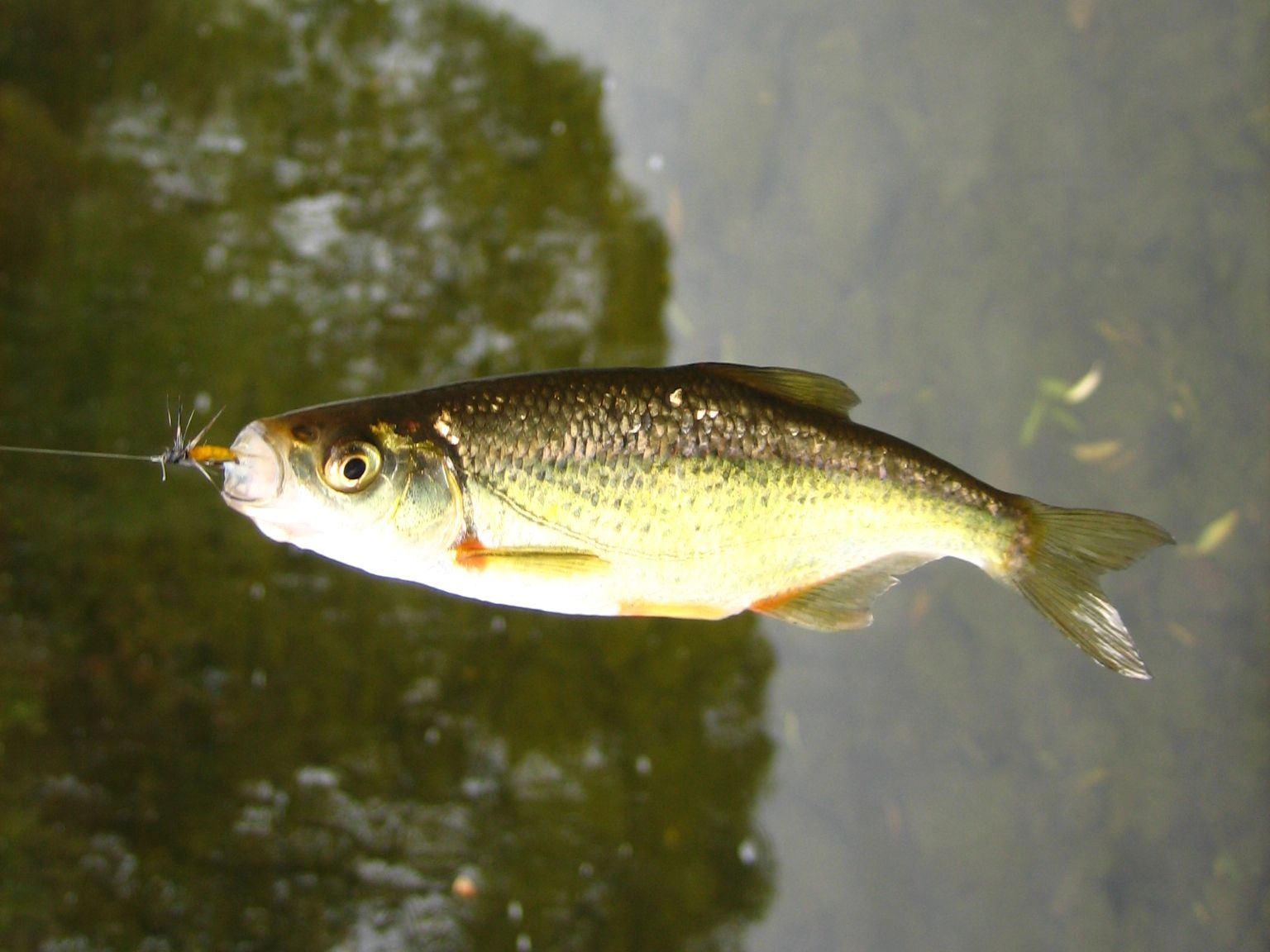
Alburnoides bipunctatus

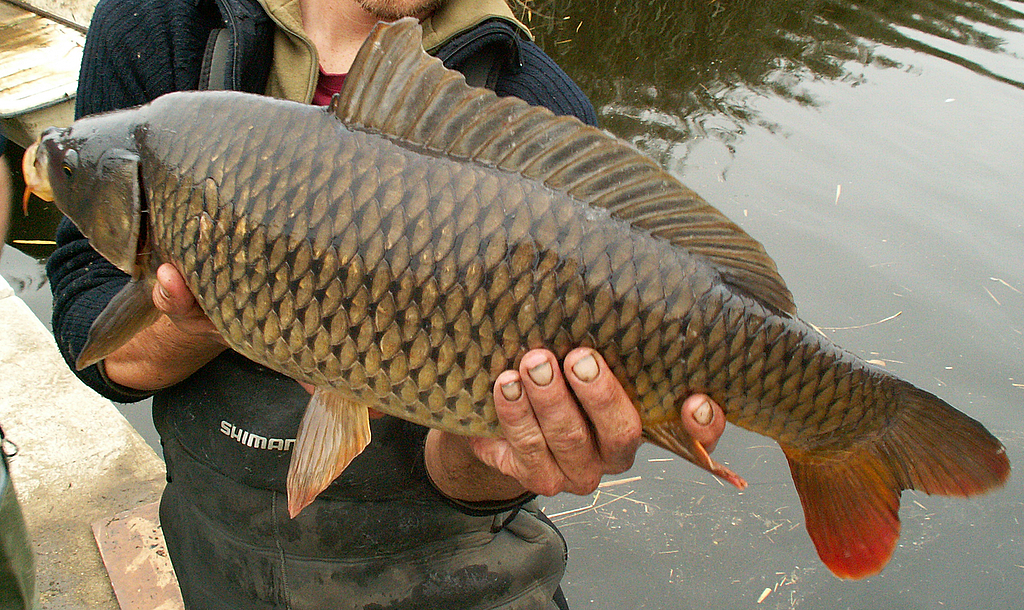
Carpa europea (Cyprinus carpio)

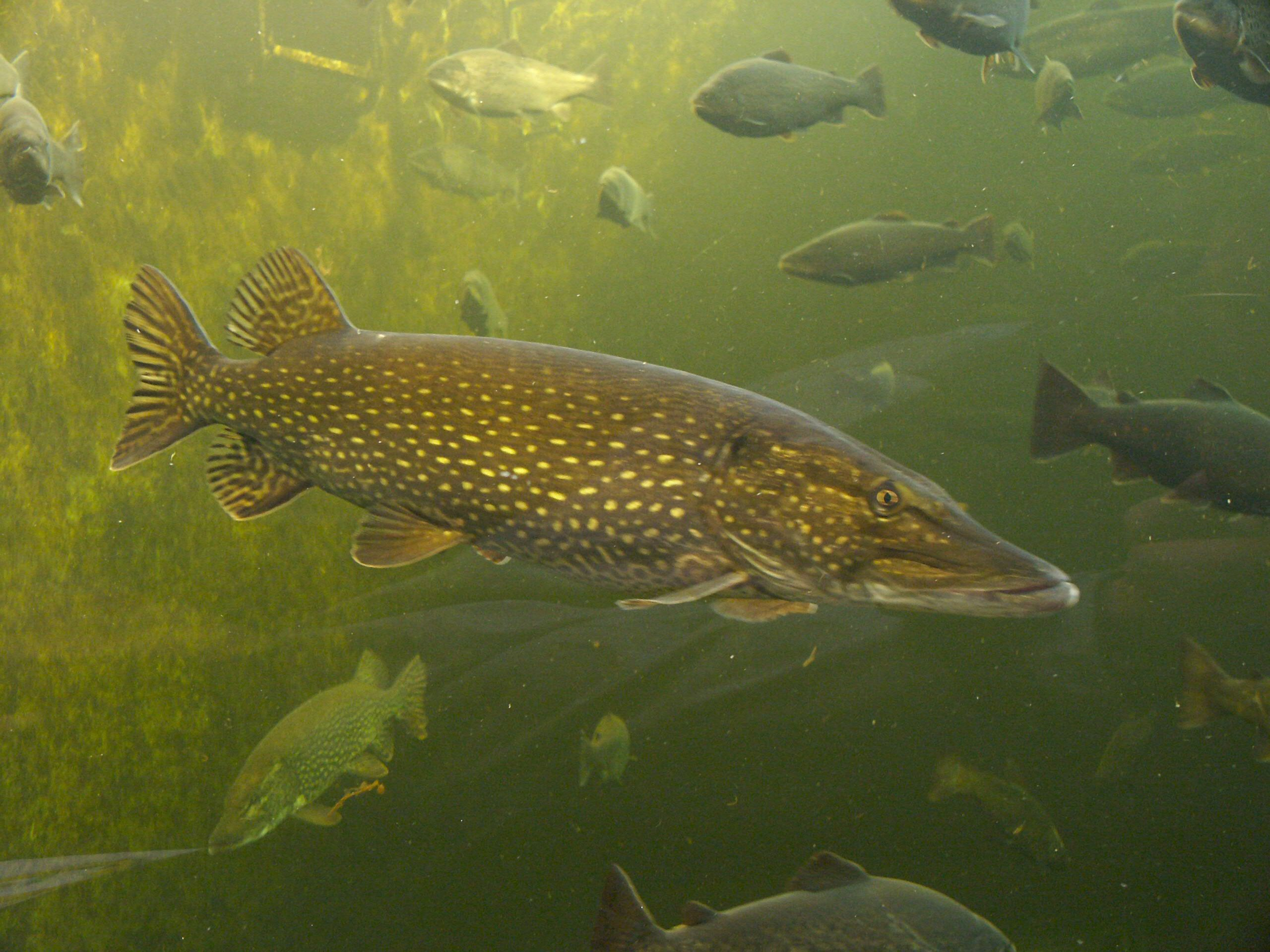
Lluç de riu (Esox lucius)

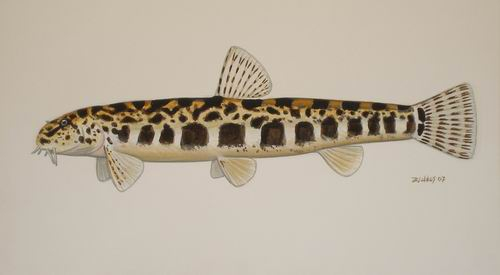
Sabanejewia aurata

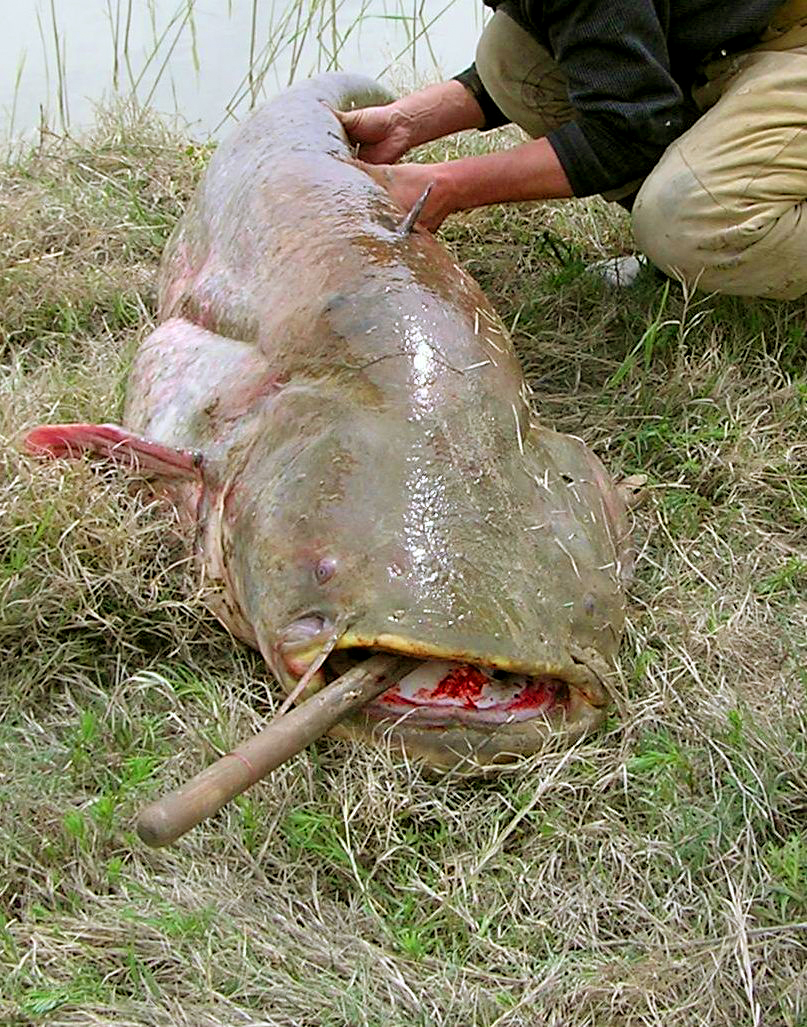
Silur (Silurus glanis)

Aquesta llista de peixos del riu Amudarià inclou 45 espècies de peixos que es poden trobar actualment al riu Amudarià ordenades per l'ordre alfabètic de llur nom científic.

## A
- Abbottina rivularis
- Abramis brama
- Acipenser nudiventris
- Alburnoides bipunctatus
- Alburnoides taeniatus
- Alburnus chalcoides
- Aspiolucius esocinus

## B
- Ballerus sapa

## C
- Capoeta capoeta capoeta
- Capoetobrama kuschakewitschi kuschakewitschi
- Carassius auratus
- Carassius gibelio
- Channa argus[1]
- Cyprinus carpio

## D
- Dzihunia amudarjensis

## E
- Esox lucius

## G
- Gambusia affinis
- Gambusia holbrooki
- Glyptosternon reticulatum
- Gobio gobio
- Gymnocephalus cernua

## L
- Leuciscus aspius
- Leuciscus idus
- Luciobarbus brachycephalus
- Luciobarbus capito

## M
- Mylopharyngodon piceus
- Nemacheilus oxianus

## P
- Paracobitis malapterura
- Pelecus cultratus
- Perca fluviatilis
- Pseudoscaphirhynchus hermanni[2]
- Pseudoscaphirhynchus kaufmanni[2][3][4]
- Pungitius platygaster

## R
- Rutilus rutilus

## S
- Sabanejewia aurata
- Salmo trutta
- Sander lucioperca
- Scardinius erythrophthalmus
- Schizopygopsis stoliczkai
- Schizothorax curvifrons
- Silurus glanis

## T
- Triplophysa dorsalis
- Triplophysa stoliczkai
- Triplophysa tenuis[5]